# Compsodrillia albonodosa
Compsodrillia albonodosa é uma espécie de gastrópode do gênero Compsodrillia, pertencente à família Pseudomelatomidae.